# Gašper Cerkovnik
Gašper Cerkovnik (né le 17 avril 1992 à Jesenice en Slovénie) est un joueur professionnel de hockey sur glace slovène. Il évolue au poste de défenseur.

## Biographie

### Carrière en club
Formé au HD Jesenice Mladi, il débute en senior dans la Slohokej Liga en 2009. Un an plus tard, il part en Suède et porte les couleurs des Lidingö Vikings dans la Division 2, le quatrième niveau national. En 2011, il rejoint l'équipe junior du SaiPa en Finlande. Il joue parallèlement dans la Suomi-sarja avec le Titaanit en 2012-2013.
En 2013, il est recruté par les Diables rouges de Briançon, en tant septième défenseur de la formation dirigée par Luciano Basile. Cerkovnik aide son équipe à remporter le match des champions 2013 face à Rouen lors d'une victoire 4-2. En Coupe de France, les Diables rouges atteignent le stade des demi-finales où ils sont éliminés 2-4 face à Rouen. Briançon s'incline contre cette même équipe en demi-finale de Coupe de la Ligue. Le 22 décembre 2013, ils remportent 5-4 face à Grenoble le Winter Game, match de saison régulière de la Ligue Magnus disputé au Stade des Alpes. Deuxièmes de la saison régulière de la Ligue Magnus, les briançonnais éliminent Villard-de-Lans trois matchs à un puis Dijon en quatre matchs secs. Lors de la finale, Briançon affronte Angers et s'impose quatre victoires à trois. Au cours du septième et dernier match, le 6 avril 2014, les Ducs mènent 1-0 grâce à Braden Walls à la patinoire René Froger. Les Diables rouges réagissent en supériorité numérique et l'emportent 5-1. Briançon décroche la Coupe Magnus, trophée récompensant le champion de France, pour la première fois de son histoire.

### Carrière internationale
Il représente l'équipe de Slovénie au niveau international. Il prend part aux sélections jeunes. Le 19 décembre 2014, il honore sa première sélection senior lors d'un match amical face à la France remporté 4-0. Il inscrit une aide lors de ce match.

## Trophées et honneurs personnels

### Championnat du monde moins de 18 ans
- 2010 : nommé meilleur défenseur de la division 2, groupe B.
- 2010 : meilleur différentiel +/- de la division 2, groupe B (+21).

## Statistiques

### En club
| Saison    | Équipe                           | Ligue             |    | Saison régulière | Saison régulière | Saison régulière | Saison régulière | Saison régulière |   | Séries éliminatoires | Séries éliminatoires | Séries éliminatoires | Séries éliminatoires | Séries éliminatoires |
| Saison    | Équipe                           | Ligue             | PJ | B                | A                | Pts              | Pun              | PJ               | B | A                    | Pts                  | Pun                  |                      |                      |
| 2007-2008 | HD Jesenice Mladi                | Slovénie -19 ans  | 1  | 0                | 0                | 0                | 0                | -                | - | -                    | -                    | -                    |                      |                      |
| 2008-2009 | HD Jesenice Mladi                | Slovénie -19 ans  | 28 | 3                | 8                | 11               | 8                | 8                | 1 | 4                    | 5                    | 0                    |                      |                      |
| 2009-2010 | HD Jesenice Mladi                | Slovénie -19 ans  | 14 | 8                | 11               | 19               | 4                | 7                | 0 | 4                    | 4                    | 4                    |                      |                      |
| 2009-2010 | HD Jesenice Mladi                | Slohokej Liga     | 16 | 1                | 0                | 1                | 6                | 6                | 0 | 0                    | 0                    | 4                    |                      |                      |
| 2009-2010 | HD Jesenice Mladi                | Državno Prvenstvo | 4  | 0                | 0                | 0                | 4                | -                | - | -                    | -                    | -                    |                      |                      |
| 2010-2011 | Lidingö Vikings                  | Division 2        | 23 | 2                | 15               | 17               | 12               | 11               | 2 | 2                    | 4                    | 6                    |                      |                      |
| 2011-2012 | SaiPa Lappeenranta               | Jr. A SM-liiga    | 38 | 3                | 19               | 22               | 52               | -                | - | -                    | -                    | -                    |                      |                      |
| 2012-2013 | SaiPa Lappeenranta               | Jr. A SM-liiga    | 19 | 1                | 2                | 3                | 8                | -                | - | -                    | -                    | -                    |                      |                      |
| 2012-2013 | Titaanit                         | Suomi-sarja       | 21 | 1                | 6                | 7                | 6                | -                | - | -                    | -                    | -                    |                      |                      |
| 2013-2014 | Diables rouges de Briançon       | Ligue Magnus      | 26 | 3                | 1                | 4                | 4                | 15               | 0 | 1                    | 1                    | 10                   |                      |                      |
| 2014-2015 | Diables rouges de Briançon       | Ligue Magnus      | 26 | 2                | 4                | 6                | 6                | 8                | 0 | 0                    | 0                    | 0                    |                      |                      |
| 2015-2016 | HDD Jesenice                     | INL               | 32 | 1                | 10               | 11               | 37               | 1                | 0 | 1                    | 1                    | 0                    |                      |                      |
| 2015-2016 | HDD Jesenice                     | Državno Prvenstvo | 4  | 0                | 1                | 1                | 0                | 5                | 0 | 0                    | 0                    | 0                    |                      |                      |
| 2016-2017 | HDD Jesenice                     | AlpsHL            | 40 | 1                | 5                | 6                | 30               | 9                | 1 | 0                    | 1                    | 10                   |                      |                      |
| 2016-2017 | HDD Jesenice                     | Državno Prvenstvo | -  | -                | -                | -                | -                | 7                | 0 | 4                    | 4                    | 0                    |                      |                      |
| 2017-2018 | Pionniers de Chamonix Mont-Blanc | Ligue Magnus      | 39 | 0                | 7                | 7                | 36               | 6rel             | 0 | 2                    | 2                    | 2                    |                      |                      |
| 2018-2019 | Drakkars de Caen                 | Division 1        | 26 | 0                | 13               | 13               | 44               | 3                | 0 | 1                    | 1                    | 2                    |                      |                      |
| 2019-2020 | Drakkars de Caen                 | Division 1        | 26 | 0                | 12               | 12               | 8                | 3                | 0 | 1                    | 1                    | 0                    |                      |                      |
| 2020-2021 | Drakkars de Caen                 | Division 1        | 12 | 0                | 4                | 4                | 2                | -                | - | -                    | -                    | -                    |                      |                      |
| 2021-2022 | Drakkars de Caen                 | Division 1        | 20 | 1                | 9                | 10               | 10               | 4                | 0 | 1                    | 1                    | 0                    |                      |                      |

#### Par compétition
| Saison    | Équipe                     | Ligue |    | Saison régulière | Saison régulière | Saison régulière | Saison régulière | Saison régulière |   | Séries éliminatoires | Séries éliminatoires | Séries éliminatoires | Séries éliminatoires | Séries éliminatoires |
| Saison    | Équipe                     | Ligue | PJ | B                | A                | Pts              | Pun              | PJ               | B | A                    | Pts                  | Pun                  |                      |                      |
| 2013      | Diables rouges de Briançon | MdC   | 1  | 0                | 0                | 0                | 0                | -                | - | -                    | -                    | -                    |                      |                      |
| 2013-2014 | Diables rouges de Briançon | CdlL  | 6  | 0                | 1                | 1                | 6                | 4                | 0 | 0                    | 0                    | 0                    |                      |                      |
| 2013-2014 | Diables rouges de Briançon | CdF   | -  | -                | -                | -                | -                | 3                | 0 | 1                    | 1                    | 0                    |                      |                      |
| 2014      | Diables rouges de Briançon | MdC   | 1  | 0                | 0                | 0                | 0                | -                | - | -                    | -                    | -                    |                      |                      |
| 2014-2015 | Diables rouges de Briançon | LdC   | 5  | 0                | 0                | 0                | 0                | -                | - | -                    | -                    | -                    |                      |                      |
| 2014-2015 | Diables rouges de Briançon | CdlL  | 6  | 1                | 1                | 2                | 0                | -                | - | -                    | -                    | -                    |                      |                      |
| 2014-2015 | Diables rouges de Briançon | CdF   | -  | -                | -                | -                | -                | 4                | 0 | 0                    | 0                    | 0                    |                      |                      |

### En équipe nationale
| Année | Compétition                          |   | PJ | B | A | Pts | Pun | +/-                                        |  | Résultat |
| 2010  | Championnat du monde moins de 18 ans | 5 | 1  | 3 | 4 | 0   | +21 | Médaille d'or de la division 2, groupe B   |  |          |
| 2012  | Championnat du monde junior          | 5 | 0  | 0 | 0 | 0   | 0   | Quatrième place de la division 1, groupe A |  |          |